# Hongshan-Brennofen
Der  Hongshan-Brennofen (chinesisch 洪山窑, Pinyin Hóngshān yáo, englisch Hongshan kiln) bzw. Jiexiu-Brennofen (介休窑,  Jièxiū yáo, englisch Jiexiu kiln) war ein Keramikbrennofen auf dem Gebiet der Dörfer Hongshan und Mogou der Großgemeinde Hongshan im Osten von Jiexiu in der ostchinesischen Provinz Shanxi von der Zeit der Song-Dynastie bis in die Zeit der Qing-Dynastie.
Er ist bekannt für sein den Erzeugnissen des Ding-Brennofens ähnelndes weißes glasiertes Porzellan mit eingedrückten Dekorationen.
Die Stätte des Brennofens von Hongshan steht seit 2006 auf der Liste der Denkmäler der Volksrepublik China (6-26).